# فرانسوا بورك
فرانسوا بورك هو متزحلق جبال الألب كندي، ولد في 18 نوفمبر 1984 في نيو ريتشموند في كندا.

## وصلات خارجية
- فرانسوا بورك على موقع الاتحاد الدولي للتزلج (التزلج على المنحدرات الثلجية) (الإنجليزية)
- فرانسوا بورك على موقع أوليمبيديا (الإنجليزية)